# Leyna Nguyễn

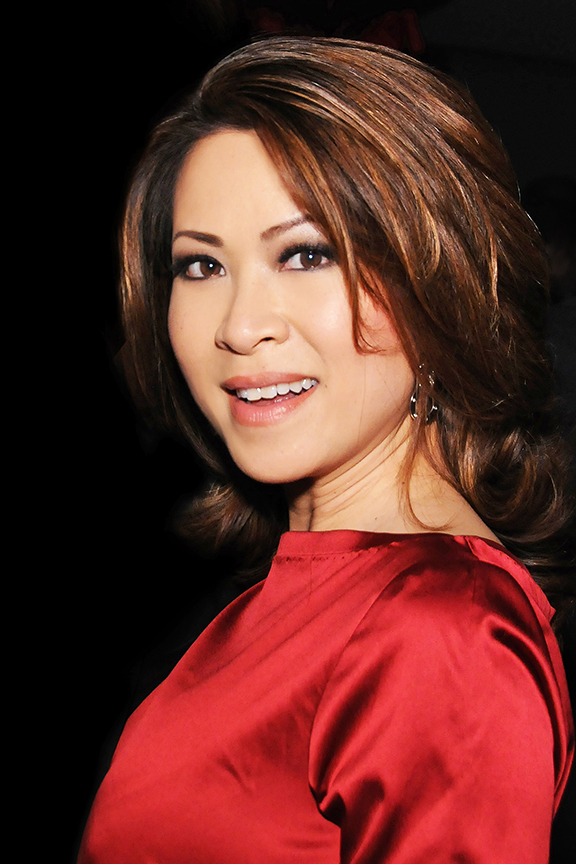
Leyna Nguyen (2014)

Leyna Nguyễn (sinh năm 1969 tại Đông Hà, Quảng Trị) là biên tập viên thời sự và phóng viên truyền hình người Mỹ gốc Việt từ Los Angeles. Cô dẫn chương trình thời sự cho KCAL-TV tại Los Angeles kể từ tháng 12 năm 1997 và trước đó cô từng làm cho đài KCRA tại Sacramento, California, và CBS, KCBS. Leyna là phát thanh viên đầu tiên trong lịch sử truyền thông Hoa Kỳ cùng một lúc cộng tác với hai nhà đài trong cùng một khu vực. Hiện nay, cô dẫn chương trình trên Đài Truyền hình số 9 tại khu vực miền Nam California.
Lúc Leyna được 5 tuổi, cô theo gia đình di tản qua Hoa Kỳ năm 1975 và định cư tại tiểu bang Minnesota. Cô đã là hoa hậu người Mỹ gốc châu Á (Miss Asia) năm 1987  và Leyna đã một lần làm cô giáo thay thế. Năm 22 tuổi, Leyna tốt nghiệp chuyên ngành Mass Communications (Truyền thông đại chúng) từ trường đại học Webster tại St. Louis. Ngoài việc làm phóng viên, cô còn tham dự những chương trình giải trí Việt Nam (như làm MC cho những chương trình nhạc của Trung tâm Asia) và xuất hiện trong phim (như vai phụ trong các phim Hollywood như Paparazzi, Duplex, The Day After Tomorrow và Price of Glory). Năm 2000, cô từng được bình chọn là một trong 25 người Mỹ gốc Việt có ảnh hưởng nhất tại Hoa Kỳ.
Năm 1997, cô thành lập tổ chức phi lợi nhuận Love Across The Ocean để quyên góp giúp đỡ các trẻ em kém may mắn ở Việt Nam, số tiền đó cô dùng để xây trường học, cung cấp sách vở cho học sinh nghèo. Năm 2005, cô lập gia đình với Michael Muriano (một người Mỹ gốc Ý và là đạo diễn và sản xuất phim) vào ngày 11 tháng Tư, tại thị xã Đông Hà, tỉnh Quảng Trị theo phong tục Việt Nam với áo dài khăn đóng .
Năm 2008, cô được trao tặng 2 Giải Emmy , Giải thưởng cao quý nhất của ngành truyền hình Mỹ cho vai trò MC của cô trong hai show truyền hình Special Olympics Summer Games và Heal the Bay.
Tháng 3 năm 2011, Leyna Nguyễn đã được Nghị viện bang California trao tặng giải thưởng Phụ nữ của năm 2011 (Woman of the Year 2011), vinh danh những đóng góp của cô trong các lĩnh vực văn hóa, giáo dục và cộng đồng.
Năm 2009, cô và chồng mua một căn nhà trị giá gần 1,5 triệu USD tại Los Angeles, Mỹ 
Hiện nay, cô làm việc tại Đài KCAL9 của CBS, phụ trách mảng tin tức vào 16.00 giờ và 21.00 giờ địa phương .